# Muzeum Mikołaja Reja w Nagłowicach
Muzeum (Dworek) Mikołaja Reja w Nagłowicach – muzeum, poświęcone osobie renesansowego poety i prozaika Mikołaja Reja, znajdujące się w Nagłowicach.
Placówka mieści się w wybudowanym w latach 1798–1800 klasycystycznym dworku Walewskich, otoczonym parkiem w stylu angielskim.
Samo muzeum zostało utworzone w 1969 roku z okazji 400-lecia śmierci pisarza. Początkowo działało ono w formie Izby Pamięci, obecny kształt uzyskało po renowacji dworku w 1988 roku. Jego zbiory ukazują związki Mikołaja Reja z Nagłowicami oraz jego życie i dorobek. Wśród zbiorów eksponowane są rękopisy utworów (m.in. List do sąsiada, Zeznanie podatkowe).
Wstęp do muzeum jest płatny. Placówka czynna jest od poniedziałku do soboty, w niedziele i święta – wyłącznie w sezonie letnim. W budynku znajduje się punkt informacji turystycznej, siedziba gminnej biblioteki publicznej, istnieje również możliwość skorzystania z noclegu.

## Galeria

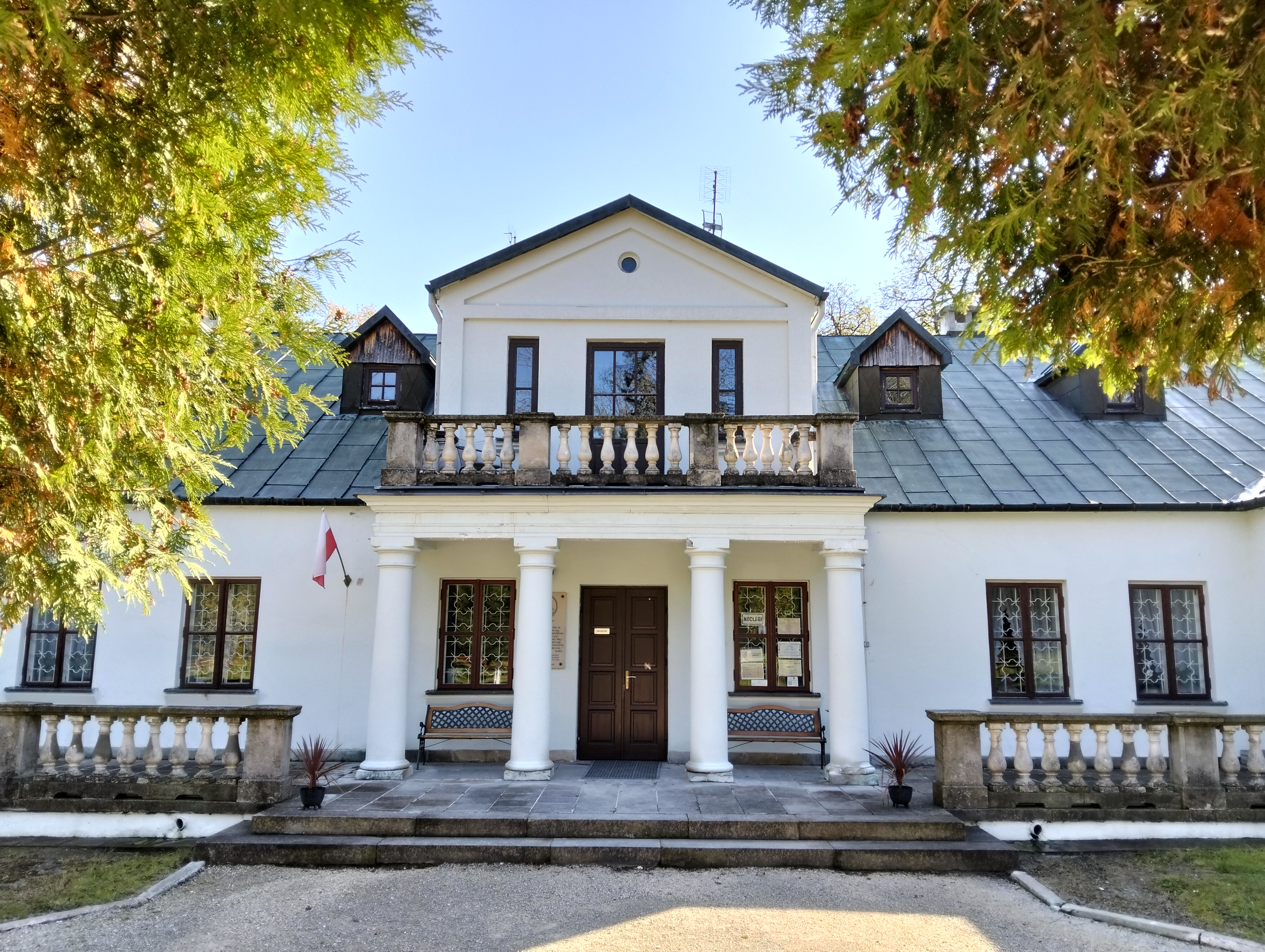
Główne wejście
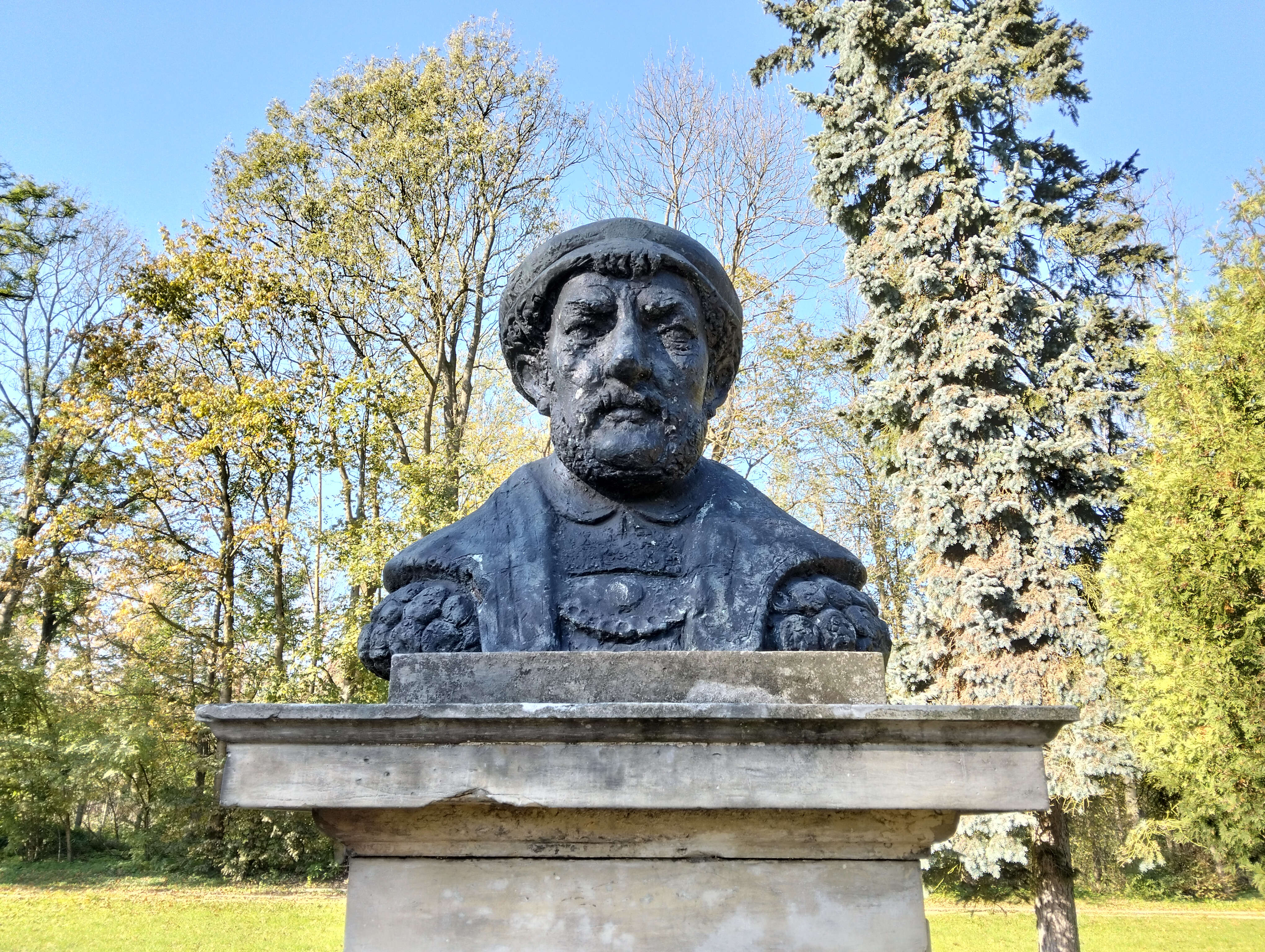
Pomnik Mikołaja Reja
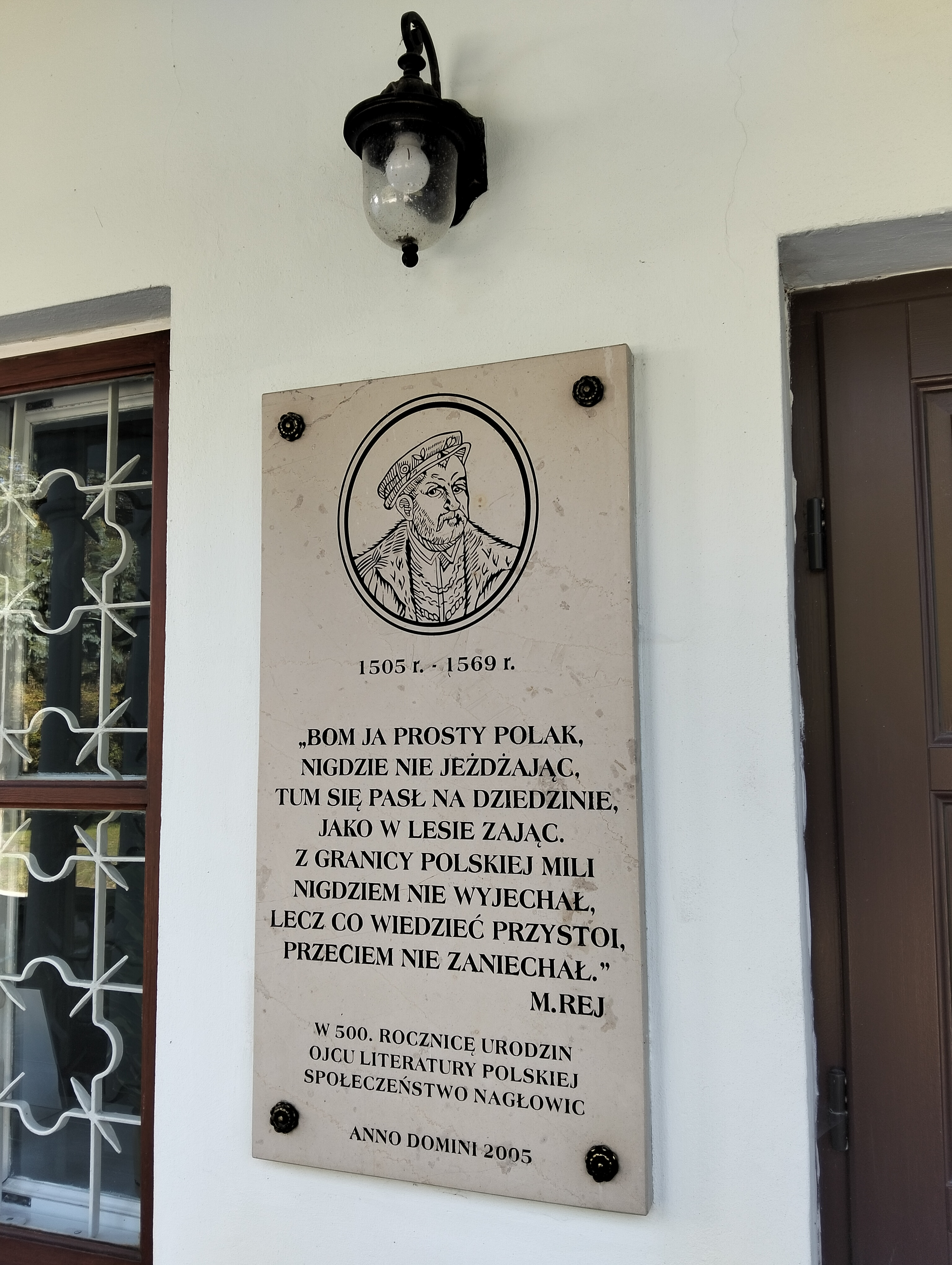
Tablica pamiątkowa